# Sojuz TM-2
Sojuz TM-2 je označení sovětské kosmické lodi, ve které odstartovala mise k sovětské kosmické stanici Mir. Byl to 2. let k Miru.

## Posádka

### Startovali
- Jurij Romaněnko – (3), velitel
- Alexandr Lavějkin – (2), palubní inženýr

### Přistávali
- Alexandr Viktorenko – (1), velitel
- Alexandr Lavějkin – (1), palubní inženýr
- Muhammed Ahmad Fáris – (1), výzkumník

V závorkách je uveden dosavadní počet letů do vesmíru včetně této mise.